# Glenwood, Alabama
Glenwood là một thị trấn thuộc quận Crenshaw, tiểu bang Alabama, Hoa Kỳ. Dân số năm 2009 là 194 người, mật độ đạt 103 người/km².